# KIC 8462852
KIC 8462852 è una stella di sequenza principale di classe F situata nella costellazione del Cigno distante circa 454 parsec (1 480 anni luce) dalla Terra. È anche nota come stella di Tabby o Stella di Boyajian, in onore di Tabetha S. Boyajian, l'astronoma statunitense che effettuò i primi studi sulla stella.
Nel settembre 2015 numerosi astronomi hanno analizzato le insolite fluttuazioni nell'emissione luminosa di questa stella misurate dal telescopio spaziale Kepler, un sensore che registra le variazioni nella luminosità di stelle distanti per rilevare la presenza di esopianeti.
Le irregolari variazioni della luminosità della stella sono compatibili con una grande massa (o un insieme di molte piccole masse) orbitante attorno a una stella in "formazione compatta". Sono state proposte alcune ipotesi per spiegare l'insolito profilo di emissione della stella ma nessuna è universalmente accettata.
Nell'ottobre 2015 Jason Wright ha avanzato l'ipotesi che l'insolita variazione di emissione di luce potesse essere associata a vita extraterrestre intelligente.

## Osservazione
KIC 8462852 è localizzata nella costellazione del Cigno, circa a metà tra Deneb (α Cyg, α Cygni, Alpha Cygni) e Rukh (δ Cyg, δ Cygni) facenti parte della cosiddetta Croce del Nord. KIC 8462852 si trova a sud di Omicron¹ Cygni (ο¹ Cygni, 31 Cygni) e a nordest dell'ammasso stellare NGC 6866. Anche se scostata di pochi minuti di arco dall'ammasso, non è in relazione con esso ed è più vicina al nostro Sole di quanto non sia all'ammasso. Con una magnitudine apparente pari a 11,7, la stella è invisibile a occhio nudo.

## Dati di osservazione di Kepler
I dati di luminosità della stella rilevati dal telescopio spaziale Kepler mostrano sia piccoli cali non periodici della luminosità di scarsa intensità che avvengono con elevata frequenza, sia due importanti cali di luminosità che sembrano avvenire circa ogni 750 giorni. L'intensità assoluta e la varianza delle riduzioni di luminosità osservate lasciano gli scienziati sconcertati. 
Il primo calo ridusse la luminosità della stella fino al 15%, mentre il secondo la ridusse fino al 22%. In confronto, un pianeta della dimensione di Giove potrebbe oscurare dell'1% una stella di questa dimensione; questo indica che, qualunque oggetto intercetti la luce durante le riduzioni di luminosità, non si tratta di un pianeta ma di qualcosa che copre fino a metà del diametro della stella. A causa dell'avaria di due delle ruote di reazione di Kepler, non è stato possibile registrare la riduzione di luminosità del ciclo di 750 giorni prevista verso aprile 2015.

## Ipotesi sulla variabilità della luminosità
Sulla base della classe stellare e spettrale, le variazioni di luminosità della stella non possono essere attribuite alla variabilità intrinseca; pertanto si ipotizza che esista materiale in orbita attorno ad essa che ne occulta la luce. Nessuna delle ipotesi sulla natura di tale materiale spiega i dati osservati.
I ricercatori ritengono che la spiegazione più plausibile sia la presenza di una nube di comete disintegrate poste in orbita ellittica. In questo scenario, l'attrazione gravitazionale prodotta da una stella vicina fa sì che le comete di un'eventuale nube di Oort del sistema stellare di Tabby si avvicinino al centro del medesimo. Fra le prove a supporto di questa ipotesi vi è la presenza di una nana rossa distante da KIC 8462852 solo 885 unità astronomiche (132,4 terametri).
Tuttavia, è stato messo in dubbio che le comete di una nube di Oort perturbata possano orbitare ellitticamente attorno alla stella in numero così elevato da produrre una riduzione del 22% della luminosità osservata.
Un'altra ipotesi presume che l'astro abbia da poco catturato un campo di asteroidi.
Sono state effettuate anche rilevazioni con spettroscopia ad alta risoluzione e di distribuzione dell'energia spettrale e osservazioni di immagini. Uno scenario di collisioni massicce creerebbe polvere calda che splenderebbe nelle lunghezze d'onda infrarosse, ma non si è osservato alcun eccesso di energia infrarossa, cosicché l'ipotesi è stata scartata. Altri ricercatori ritengono che la spiegazione basata sul disco di detriti formato da frammenti planetari non sia verosimile, perché la probabilità con la quale Kepler potrebbe aver ripreso tale evento è estremamente bassa.
L'astronomo Jason Wright ha ipotizzato che gli oggetti che eclissano la stella possano appartenere ad una megastruttura realizzata da una civiltà aliena, come ad esempio una sfera di Dyson, una struttura ipotetica che una civiltà avanzata potrebbe costruire attorno a una stella per intercettarne parte della luce e coprire il proprio fabbisogno energetico. Il SETI Institute ha iniziato il 19 ottobre 2015 a puntarvi le antenne paraboliche dell'Allen Telescope Array per ricercare emissioni radio provenienti da vita extraterrestre intelligente, ma le prime due settimane di ricerche hanno dato esito negativo.
Nel mese di ottobre del 2017, dopo lunghi studi, la NASA ha comunicato che le variazioni di luminosità dell'astro sono dovute ad un disco di polveri e altri materiali con una struttura molto irregolare e mobile. La natura di tali variazioni è stata successivamente approfondita da osservazioni mirate utilizzando una rete di telescopi, ricerca finanziata grazie ad una campagna di Kickstarter. Le osservazioni effettuate mediante l'osservatorio di Las Cumbres hanno evidenziato un'attenuazione accentuata della luminosità a specifiche lunghezze d'onda, fenomeno associato tipicamente alla presenza di polveri e che porta nel contempo ad escludere la presenza di una struttura compatta, anche di origine artificiale. I dati osservativi non escludono, anzi rimettono nuovamente in piedi, l'ipotesi che la luce sia attenuata non perché vi sia qualcosa di interposto che la blocchi, ma a causa di variazioni intrinseche della fotosfera stellare, anche causate da più processi indipendenti o più regimi differenti di un unico processo.